# Grand Office
Grand Office ist ein Bürogebäude (Business Center) mit 21 Stockwerken und einer Höhe von 81 Metern in der litauischen Hauptstadt Vilnius. Das Hochhaus befindet sich unweit vom Bürogebäude Duetto, am Platz Finnlands. „Grand Officce“ wurde nach einem Entwurf des Vilniusser Architektenbüros im Stadtteil Viršuliškės, dem neuen urbanistischen Hügel von Vilnius, 2014 gebaut und 2019 modernisiert.
Der Inhaber ist das Unternehmen UAB „Capital Mill“ estnischer Unternehmensgruppe. Die Energieeffizienz ist Klasse A. Für dieses Gebäude wurden die Autoren des Projekts mit dem Hauptpreis „Green Architecture Competition“ der litauischen Bauausstellung RESTA-2014 ausgezeichnet.

## Einrichtung
Im Erdgeschoss sind Kundendienstabteilungen und Verkaufsausstellungsräume der litauischen Unternehmen. In den restlichen 20 Etagen wurden Büros eingerichtet. Die Wände sind gestrichen, die Decke ist aus Mineralfaser, Decken- oder Pendelleuchten sind installiert. Die Fußböden in den Büros sind mit Teppichboden ausgelegt, und die Aufzugslobbys sind mit Steinmassenziegeln verkleidet.
Es gibt einen Erholungsbereich im Freien sowie ein Restaurant, ein Café sowie eine Außenterrasse und eine Aussichtsplattform auf dem Dach. Die oberen und unterirdischen Parkplätze des Gebäudes werden von 4 Hochgeschwindigkeitsaufzügen bedient. Zwei davon sind Panorama-Aufzüge.
Die dreigeschossige Tiefgarage bietet Platz für 264 Autos, weitere 28 Stellplätze befinden sich neben dem Gebäude.